# Schæchtning
Schæchtning ['sjægdneN] (tysk schächten slagte, fra hebraisk שחט) er en slagtning efter jødisk ritus, hvor dyrets spiserør og luftrør overskæres.
Ritualet har sin oprindelse i Det Gamle Testamente. Dyret må ikke være beskadiget, inden dets halspulsårer skæres over med et enkelt, sammenhængende snit, og bedøvelse er derfor ikke tilladt, da det er en beskadigelse. Princippet er, at blodet løber ud af det slagtede dyr ved hjertets egen kraft. Ritualet og traditionel halalslagtning foregår efter en lignende metode. Når dyret er slagtet på denne måde, betragtes dets kød som kosher.
Polens højesteret afgjorde i december 2012 at muslimer og jøders undtagelse i lovgivningen for, at dyr skal bedøves inden slagtning, var forfatningsstridig. Regeringen har så fremsat et lovforslag i Nationalforsamlingen, der forbyder denne rituelle slagtning. Forslaget blev vedtaget den 12. juli 2013 og kritiseret af Israels udenrigsrigsministerium med ordene "totalt uacceptabelt".
Forbuddet har foranlediget ny debat om slagtemetoden i en række EU-lande, som den Jødiske Verdenskongres forsøger at imødegå ved at sige, at moderne slagtemetoder betyder at dyret kan dræbes yderst nænsomt, samt at det at påføre skade (også på dyr) går imod visse af religionens grundprincipper.
- Wikimedia Commons har flere filer relateret til Schæchtning